# Volcán Calbuco
El volcán Calbuco es un volcán activo del sur de Chile, localizado al sureste del lago Llanquihue, en la Región de Los Lagos. Su ladera norte está dentro de la comuna de Puerto Varas y su ladera sur, en la de Puerto Montt. El volcán es de composición de andesita, alcanza los 2003 m s. n. m., y su silueta es visible desde Osorno hasta Chiloé. Es parte de la Reserva Nacional Llanquihue, y de sus laderas nace el río Pescado.
Se encuentra a unos treinta kilómetros de importantes centros poblados de las comunas ya señaladas —algunas tierras elevadas al oeste protegen las ciudades de Puerto Montt y Puerto Varas—, pero se considera que el peligro frente a sus erupciones volcánicas es mayor para el pequeño pueblo de Ensenada —hacia el norte del Calbuco— y la localidad de Correntoso —al sur del macizo— debido a la misma morfología de este.

## Etimología
El volcán fue bautizado así por el poblado de Calbuco, ubicado en una isla del seno de Reloncaví. Este nombre proviene de las voces mapuches kallfü ‘azul’ y ko ‘agua’; «agua azul». De acuerdo a Francisco Astaburuaga, los indígenas le llamaban antiguamente Quellaipe.

## Erupciones registradas
Existen registros históricos de varios siglos de su actividad volcánica; sin embargo, el geólogo Ignacio Domeyko publicó los primeros estudios sobre el volcán en 1861.

Imagen que muestra al Calbuco en erupción, el 6 de enero de 1929

En 1893 una fuerte y prolongada erupción —con grandes explosiones los días 19 de abril, 5 de septiembre, 5 de octubre y 29 de noviembre— destruyó la parte superior de su cono, que colapsó hacia el nordeste, dejando la silueta mocha que mantiene hasta hoy. Este episodio tuvo dimensiones catastróficas, pues produjo grandes lahares calientes y flujos piroclásticos de gran magnitud, incrementados por material colapsado del domo. Los colonos que ocupaban las tierras cercanas al volcán alcanzaron a abandonar el perímetro, por lo que no hubo víctimas; pero la geografía fue seriamente modificada: se formaron nuevas quebradas y se alteró el curso del río Hueñuhueñu.
A principios de 1917, el volcán entró en una nueva fase eruptiva. En las fuertes explosiones de abril de 1917, se formó un domo de lava en el cráter acompañada de lahares calientes. Otra breve erupción explosiva en enero de 1929 también incluyó un aparente flujo piroclástico y un flujo de lava.
El sábado 27 de enero de 1961, el volcán Calbuco entró en proceso eruptivo y el día 1 de febrero se produjo la primera explosión. Así lo informó El Llanquihue:

A las 10 de la mañana se registró una fuerte explosión produciéndose de inmediato una avalancha de proporciones que comenzó a descender por las laderas en dos torrentes que al llegar a la parte baja se expandieron por los campos agrícolas.

A la altura del kilómetros 42 del camino de Puerto Varas a la ruta internacional, la lava avanzó hasta el río Tepú, sepultando prácticamente el puente de 7 metros de altura y cortando el camino entre Ensenada y Petrohué en una extensión de 500 metros.

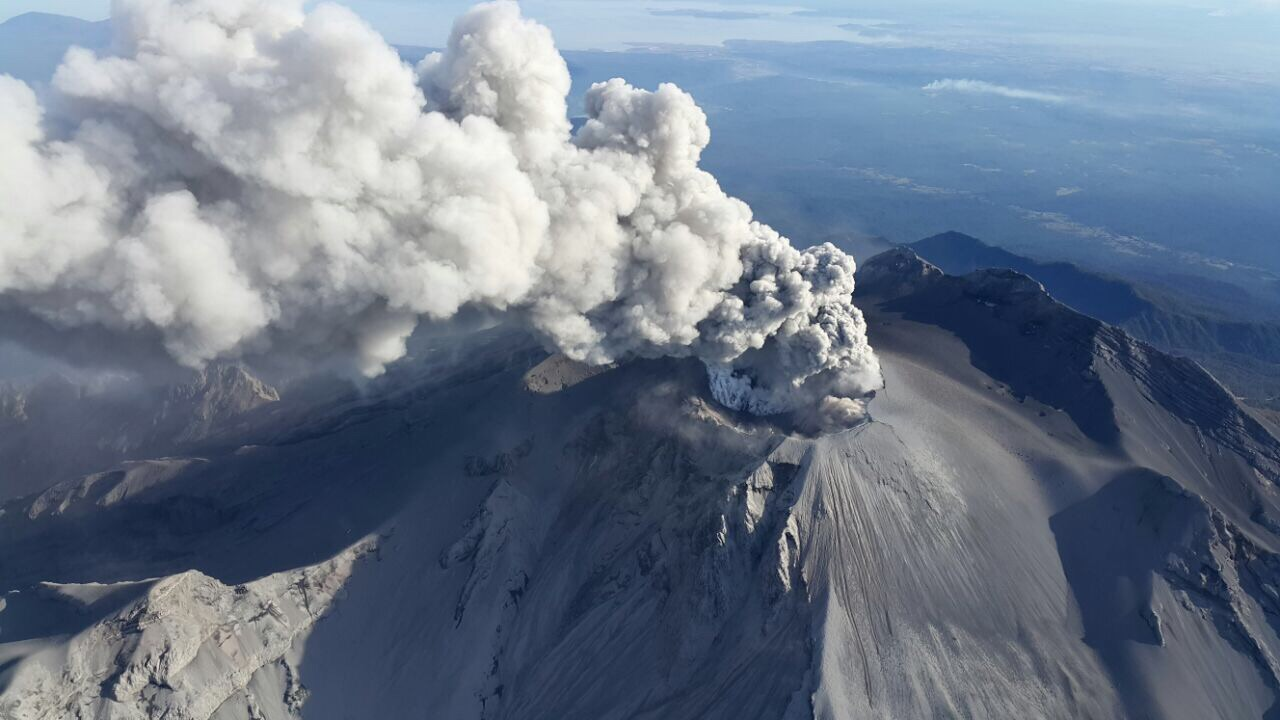
Imagen aérea de la columna eruptiva del Calbuco (24 de abril de 2015)

Posteriormente, el volcán presentó actividad en agosto de 1972, con una expulsión menor de cenizas, y el 12 de agosto de 1996, cuando se registraron fumarolas de gases.
Tras cuarenta y tres años de inactividad, el Calbuco entró en erupción el 22 de abril de 2015 a las 18:11 (hora local; UTC –3). Esta erupción fue precedida por un enjambre sísmico ocurrido desde las 15:11 (hora local; UTC –3 ) en donde se contabilizaron alrededor de 140 sismos asociados a la ruptura de material rígido 2 horas previas a la erupción. Una columna eruptiva de 15 kilómetros de altura se elevó por los aires de la Región de los Lagos, siendo vista desde varios puntos de esta. El Sernageomín y la Onemi declararon alerta roja para el área y se fijó una zona de exclusión en un radio de 20 kilómetros. Se decretó un toque de queda desde las 23:45 hasta las 05:00 por esta erupción en las comunas de Puerto Montt, Puerto Varas y Puerto Octay.
Un segundo pulso eruptivo, de mayor intensidad, ocurrió en la madrugada del día siguiente, 23 de abril. La erupción obligó a evacuar a 4433 personas que vivían en las zonas cercanas al cráter, y se vio amenazada la realización de las elecciones en la provincia argentina de Neuquén, programadas para el domingo 26 de abril.
El 30 de abril de 2015 a las 13:08 h se registró otra erupción de menor intensidad. Contó con la presencia de una nube de cenizas, la cual se elevó a 4.300 metros de altura desde el cráter y al cabo de unos minutos esta desapareció en dirección sureste, no hubo presencia de lava.

## Acceso
Se accede fácilmente desde Puerto Montt. Uno de los accesos se encuentra pocos kilómetros después de la localidad de Correntoso, a orillas del río Blanco. Se debe registrar ante personal de la Conaf al inicio de la caminata. Cuenta con un nuevo refugio inaugurado en 2023 por la fundación “los 16” al cual es relativamente fácil de alcanzar tras tres o cuatro horas de marcha entre bosques y riachuelos en época de verano, mientras que en invierno este sendero sube de categoría por crecida de ríos, abundante nieve y varios barreales. Existe un mirador próximo al refugio, al que se accede realizando un ascenso de una hora. Se puede alcanzar la cima con un poco más de experiencia y equipamiento, puesto que se debe escalar una pared de aproximadamente treinta metros.

### De datos básicos
1. ↑  Servicio Nacional de Geología y Minería de Chile. «Volcán Calbuco» (PDF). Archivado desde el original el 30 de abril de 2015. Consultado el 14 de mayo de 2015.
2. ↑  «Argentina and Chile: central ultra-prominences». www.peaklist.org. Consultado el 7 de julio de 2013.

### Generales
1. ↑  Álvarez, Rosario (23 de abril de 2015). «Experto de Sernageomin: "Esta erupción fue un caso muy poco común en el mundo"» (SHTML). www.latercera.com. Archivado desde el original el 4 de marzo de 2016. Consultado el 23 de abril de 2015.
2. ↑  «diariollanquihue.cl» (HTML). 5 de agosto de 2004.
3. ↑  Pérez-Carmona, Daniel (1993). Diccionario mapuche. Antiyal.
4. 1 2  «Última gran erupción de volcán Calbuco se desarrolló en 1961» (SHTML). www.biobiochile.cl. 22 de abril de 2015. Consultado el 23 de abril de 2015.
5. ↑  «Calbuco volcano, Chile». MTU (en inglés estadounidense). Consultado el 5 de junio de 2018.
6. 1 2  «Volcán Calbuco entra en proceso eruptivo y Carabineros inicia evacuación» (SHTML). www.latercera.com. 22 de abril de 2015. Archivado desde el original el 15 de marzo de 2016. Consultado el 22 de abril de 2015.
7. ↑  «Volcán Calbuco hace erupción tras permanecer inactivo 43 años» (HTML). www.emol.com. 22 de abril de 2015. Consultado el 22 de abril de 2015.
8. ↑  Martínez, R. (22 de abril de 2015). «Gobierno decreta toque de queda para Puerto Montt, Puerto Varas y Puerto Octay por erupción del volcán Calbuco» (SHTML). www.latercera.com. Archivado desde el original el 5 de marzo de 2016. Consultado el 22 de abril de 2015.
9. ↑  «Advierten en Chile del riesgo de nueva erupción del volcán Calbuco». El Tiempo. EFE y AFP. 24 de abril de 2015. Consultado el 24 de abril de 2015.
10. ↑  http://www.biobiochile.cl/2015/04/30/comunidad-de-puerto-octay-en-alerta-tras-nueva-erupcion-del-volcan-calbuco.shtml